# Žakanje
Žakanje – wieś w Chorwacji, w żupanii karlowackiej, siedziba gminy Žakanje. W 2011 roku liczyła 149 mieszkańców.
Jest położone nad rzeką Kupą, na wysokości 150 m n.p.m., 17 km na zachód od Ozalja i 29 km na północny zachód od Karlovaca. 
Przebiega przez nie droga z Karlovaca do słoweńskiej Metliki. Miejscowa gospodarka oparta jest na rolnictwie.
W Žakanju urodził się chorwacki kompozytor Božidar Širola.